# Carlos Brito
Carlos Brito (Rio de Janeiro, 1960) is sinds 2005 de CEO van InBev en sinds 2008 van Anheuser-Busch InBev, de grootste bierbrouwer ter wereld.

## Ambev
Carlos Brito studeerde aan de Federale Universiteit van Rio de Janeiro en behaalde later een MBA in Stanford en werkte onder meer bij Shell en Daimler Benz.
In 1989 ging Carlos Brito werken bij de Braziliaanse brouwer Brahma en AmBev (Companhia de Bebidas das Americas) en doorliep er de verschillende afdelingen van de onderneming tot hij in 2004 CEO werd. Na de fusie met Interbrew was hij verantwoordelijk voor de afdeling Noord-Amerika om in 2005 CEO te worden voor de ganse onderneming die toen reeds InBev heette.
Tijdens zijn studies en later in zijn beroepsleven voelt hij zich gesteund door Jorge Paulo Lemann en de andere Banco Garantia-partners die zich inkochten bij Brahma, onder wie Marcel Telles en Carlos Alberto Sicupira.

## Overname
In 2008 was Carlos Brito de drijvende kracht achter de overname van Anheuser-Busch, eerst door een vijandig bod op de onderneming. Uiteindelijk kwam het tot een vergelijk door een verhoging van het bod tot $ 52 miljard (€ 33 miljard euro) of $ 70 per aandeel.
Na de overname werd Brito CEO bij de onderneming die voortaan de naam Anheuser-Busch InBev zal dragen. Het bedrijf mag zich de grootste brouwersgroep ter wereld noemen, met een omzet van 460.000.000 hectoliter of een kwart van de wereldproductie.

## Hoge bonus
Onmiddellijk na de overname werd beslist de veertig belangrijkste managers met een eenmalige bonus te belonen, exceptional option grant, samen 28,4 miljoen aandelenopties, waarvan 3,2 miljoen voor Brito. Voorwaarde was de schuldenberg ontstaan door de overname te verminderen: de verhouding tussen nettoschuld en bedrijfskasstroom (ebitda), moest dalen van 4,7 in 2008 tot onder de 2,5. Bij de voorstelling van de jaarcijfers, op 8 maart 2012, werd bekendgemaakt dat tijdens 2011 deze verhouding gezakt was van 2,86 naar 2,28. De opties hadden in november 2008, midden in de bankencrisis, een kostprijs van 10,32 of 10,50 euro, afhankelijk van het type. Sindsdien is de beurskoers aan een indrukwekkende klim begonnen, tot circa 52 euro in maart 2012. Elke optie heeft zo een virtuele waarde van minstens 41,5 euro. Aan de huidige koers, bedraagt de bonus voor Brito dus 132,8 miljoen euro, voor alle 40 managers, 1,18 miljard euro in totaal. De opties konden pas verzilverd worden in 2014.
De hoge bonus lokte negatieve reacties uit bij werknemers en consumenten. AB InBev had meermaals de bierprijzen verhoogd en had personeel afgedankt, o.m. 800 mensen in West-Europa, waarvan 299 in België (179 in hoofdzetel Leuven). De bekendmaking van de hoge bonussen lokte dan ook scherpe reacties uit.

## Onderscheidingen
- Grootofficieren in de Kroonorde[3]